# فيفيان كوك
فيفيان كوك (بالإنجليزية: Vivian Cook)‏ هو لغوي بريطاني، ولد في 1940 في إيلنغ في المملكة المتحدة.